# Dogme
Cet article concerne le concept philosophique. Pour le mouvement cinématographique, voir Dogme95.
Un dogme (du grec δόγμα / dógma, « opinion, décision, décret ») est une affirmation considérée comme fondamentale, incontestable et intangible formulée par une autorité politique, philosophique ou religieuse.
Dans la théologie chrétienne, notamment, le terme désigne une doctrine considérée comme vraie au nom de la révélation divine, de l'autorité de la communauté ou de celle du magistère ecclésiastique. Le développement et l'interprétation systématiques de ces dogmes constituent une branche de la théologie qui se nomme la dogmatique.
En revanche, ce terme utilisé comme adjectif (dogmatique) a une connotation péjorative : il signifie que les assertions imposées sont insuffisamment fondées, par exemple en raison d'un déficit de l'autorité doctrinale de l'Église.

## Définition
Dans son sens propre, le mot « dogme » est d'origine philosophique. Le mot δόγμα ( « opinion, croyance, jugement ») vient du verbe δοκεῖ, dokei (« il semble que... »), qui a également donné le mot doxa.
Le mot acquiert un sens religieux avec le christianisme.
Le dogme est directement lié à la notion d'autorité, selon le Vocabulaire technique et critique de la philosophie de Lalande (PUF) :
- par son origine étymologique : « décision politique d'un souverain ou d'une assemblée » ;
- par son sens philosophique : « opinion philosophique reconnue dans une école » qui peut être interprété comme une opinion admise entre personnes qui adhèrent à la même autorité produisant la même doctrine ;
- par son sens théologique : « doctrine reconnue par l'autorité d'une Église »

Certaines croyances non religieuses sont souvent appelées « dogmes », notamment en politique.
Le concept de « dogme » est souvent utilisé avec une intention critique ou polémique pour qualifier des affirmations présentées comme incontestables mais qui ne sont pourtant fondées ni par une croyance religieuse ni par une démonstration rationnelle. Le mot « dogme » et ses dérivés prennent donc un sens péjoratif quand ils sont employés hors du contexte religieux.

## Histoire du dogme

### Dogmatisme
Le dogmatisme est une philosophie de la connaissance qui considère que l'homme a la possibilité d'atteindre une vérité absolue au moyen de la raison, même dans les recherches métaphysiques. Avec des nuances importantes, elle fait le fond des doctrines de Platon, Aristote, et Pascal, celles des stoïciens et des néo-platoniciens. Au contraire, les dogmes sont rejetés par des écoles philosophiques comme le rationalisme et le scepticisme et une religion d'origine indienne comme le jaïnisme.
Plus tard, elle se retrouve chez Descartes, Leibniz et Spinoza. Dans l'histoire de la philosophie, il s'oppose d'ordinaire au scepticisme. Pourtant, dès l'Antiquité, une solution intermédiaire qu'on appelle le probabilisme, a été proposée par Carnéade.
Le débat de la connaissance est encore entre le dogmatisme, le scepticisme et le probabilisme. Sous l'influence de la critique de Kant (qui d'ailleurs a dit avoir été réveillé de son « sommeil dogmatique » par David Hume) et du positivisme, bien des penseurs contestent effectivement la valeur absolue des métaphysiques « rationnelles », mais croient possible de réaliser une approximation croissante de la vérité, même dans la métaphysique.

### Religion

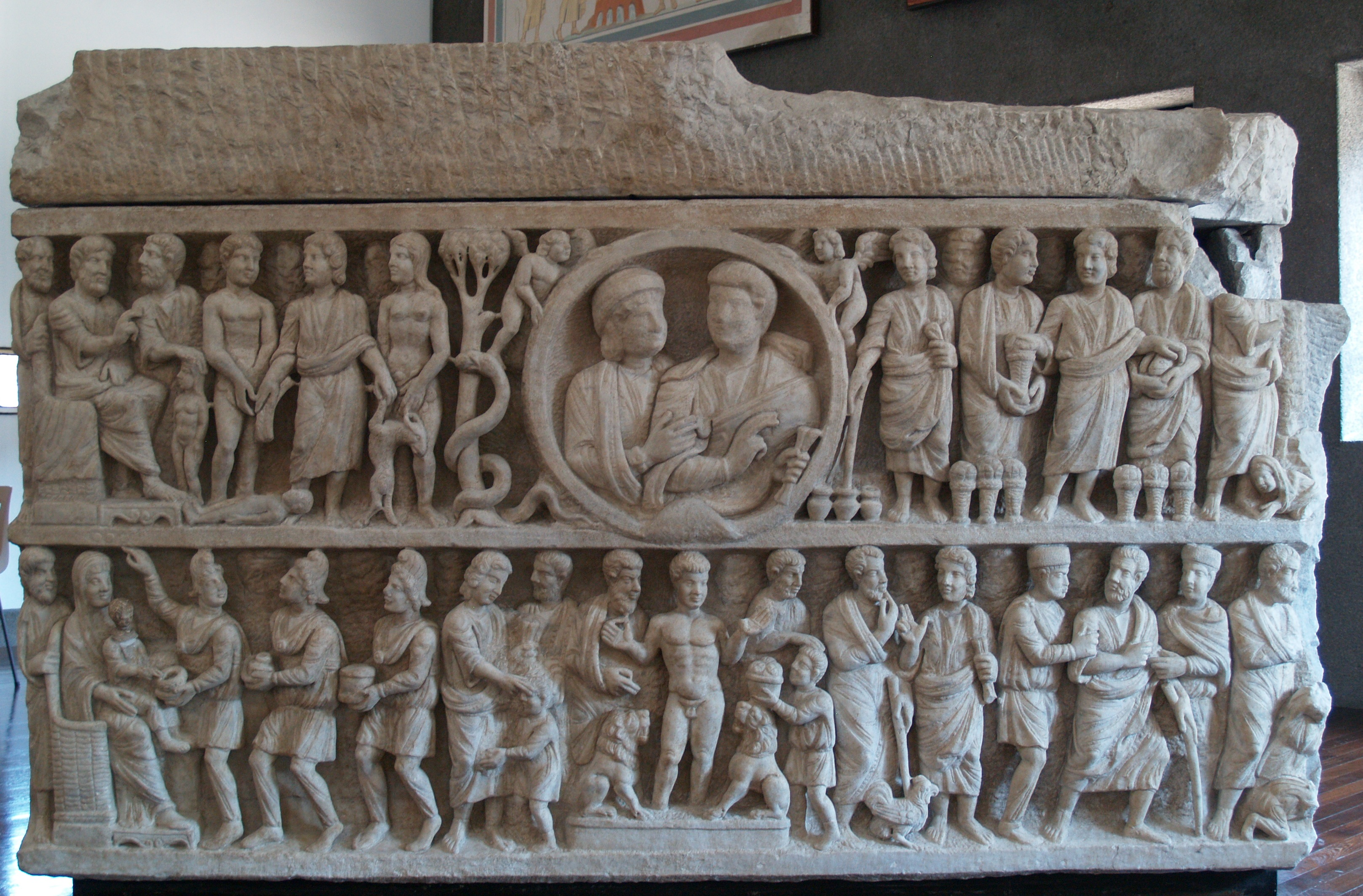
Le Sarcophage dogmatique énonce visuellement, vers 320-340, le dogme de la Trinité formulé par le paléochristianisme. Musée Pio Cristiano, Rome.

Par la définition de la « foi droite » (l'orthodoxie), le dogme définit en contrechamp l'hérésie qui professe une opinion différente sur un point de vue de l'autorité qui le promulgue. Les conciles des premiers siècles ont statué dans ce cadre sur des questions de christologie.
Dans un premier temps, les conciles restent locaux : ce sont des tribunaux où l'on juge les minoritaires, tel celui de Hiérapolis qui exclut Montan en 175. Avec la crise arienne, au lieu d'être local et assorti de conséquences locales, le concile, par la volonté de l'empereur, devient « œcuménique » et ses conséquences s'étendent à tout l'Empire.
L'émergence du christianisme comme religion officielle de l'État a parfois entraîné une double confusion :
- confusion entre religion et ordre social : dans une société où la religion est un élément fondateur, une hérésie constitue une remise en cause de l'ordre social. d'où l'utilisation du dogme à des fins judiciaires et une répression de l'opinion schismatique ;
- confusion entre dogme et foi : le combat contre l'hérésie conduit à exiger de chacun qu'il énonce publiquement les dogmes de la foi pour prouver son orthodoxie (ce qui est à l'origine de l'introduction du Credo dans la messe), faisant de la récitation du dogme un critère explicite de la foi.

## Sciences religieuses

### Orthopraxie et libre examen
Le tableau qui suit utilise la distinction établie par théologien protestant Louis-Auguste Sabatier entre « religions d'autorité » et « religions de l'esprit », soit du libre examen, soit les orthopraxies. En effet, toutes les religions n'ont pas de dogmes (doctrines attirant une adhésion plus ou moins obligatoire) ; c'est une spécialité chrétienne. Dans le catholicisme, où le dogme est « obligatoire », la foi est confondue avec les croyances. Dans les autres confessions et plus largement les autres religions abrahamiques, la foi est réputée venir de Dieu ou des dieux et n'a pas de lien avec les croyances.
| Religions d'autorité | Religions du libre examen |
| Quel est le rôle du dogme ? | Quel est le rôle du dogme ? |
| --- | --- |
| Le dogme est un énoncé de la foi qui ne peut être remis en cause.                                                                               | Un (et non pas le) dogme est une parole provisoire pour exprimer une vérité indicible. |
| Il est défini par un concile, ou par un pape (depuis le XIXe siècle) agissant (selon la foi catholique) sous « l'inspiration du Saint-Esprit ». | Il n'est pas défini, car comment peut-on définir (définitivement i.e. poser des fines, c'est-à-dire des limites) Dieu ? Mais il est exprimé par les croyants pour mettre en commun leur expérience de Dieu. |
| Il permet d'énoncer clairement la foi de l'Église sans compromission.                                                                           | Le « dogme » permet de balbutier une parole hésitante dans la langue d'une époque et la culture d'un lieu.                                                                                                  |
| Il clôt une réflexion sur une question donnée, ou sur des hérésies conçues comme erreur de la foi.                                              | Il initie une discussion sur l'expression osée par des humains, ce qui permettra à tous d'approfondir la pensée pour rebondir ultérieurement sur une autre formulation d'une vérité en devenir.             |
| Quelle est son « utilité » ? | |
| Il permet d'affirmer une même foi. | Il permet de progresser vers une compréhension commune d'une foi multiple |

### Critique du dogme
La science n'admet aucun dogme, d'abord parce que toute théorie scientifique est sujette à la critique et à la modification, les axiomes de départ pouvant être remis en cause. D'autre part, une théorie doit s'inspirer exclusivement de faits observés et vérifiables : c'est l'interprétation de ces faits qui peut être sujette à caution, mais non les découvertes, les mesures et les vérifications.
Le dogmatisme religieux fut vivement critiqué par les scientifiques et les philosophes des Lumières, notamment à cause de l'attitude de l'Église catholique au XVIIe siècle au procès de Galilée et de la condamnation du Dialogue sur les deux grands systèmes du monde (1633). La révolution copernicienne s'effectua du XVIe siècle au XVIIIe siècle en réaction à l'obscurantisme. Les philosophes des Lumières, en particulier Rousseau dans le Contrat social, aboutissent aux équations suivantes : Église → hétéronomie et État → autonomie.
Marcel Gauchet fait observer que « la révolution est amenée à refaire pour son compte le chemin de pensée conduisant de la subordination politique de la religion à l’affirmation métaphysique de l’autonomie. » tandis que Stephen Jay Gould écrit dans le périodique scientifique Natural History que « les dogmes sont immuables et porteurs d'émotions, comme l'est une partition de musique, alors que la science est évolutive et porteuse de connaissances, comme l'est un traité d'architecture : vous ne construirez pas plus d'immeuble en lisant une sonate de Bach, que vous ne jouerez du Bach en lisant un traité d'architecture, or c'est exactement ce que prétendent faire les fondamentalistes religieux, qui lisent leurs prophéties comme si c'étaient des ouvrages scientifiques, et ne veulent prendre dans les travaux des chercheurs que ce qui semble pouvoir confirmer leurs préjugés ».

## Christianisme

### Catholicisme

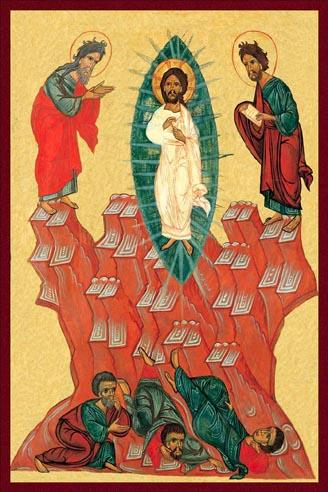
La Transfiguration. Pologne, fin XIVe siècle / début XVe siècle.
L'image de l'amande, dont il faut casser l'écorce pour trouver la substance nourrissante, se retrouve dans l'art : c'est à cause de cette symbolique que, dans les icônes, le Christ est parfois représenté au centre d'une figure en forme d'amande.

Dans le catholicisme, la compréhension d'un dogme s'appuie sur un parcours initiatique, qui demande un travail personnel et du temps. C'est l'enseignement réaffirmé par le concile de Vatican II : un dogme n'est pas un énoncé arbitraire, mais quelque chose qui doit trouver un écho dans la vie personnelle du fidèle.
Celui qui y réfléchit par lui-même, et compare le résultat à ce qu'on lui a dit, finit par reconnaître le concept qui se cachait sous les mots. C'est un symbole, au sens étymologique : le dogme tient de la formule de reconnaissance, il indique à celui qui n'a pas encore franchi l'étape initiatique qu'il y a quelque chose au-delà, et il permet à celui qui l'a franchie de savoir qu'il a passé la bonne porte. C'est ainsi que le comprend Augustin d'Hippone.
Pour un catéchumène, et même pour le chrétien confirmé qui poursuit l'approfondissement de sa foi, la question n'est pas de savoir si ce qu'énonce un dogme est vrai ou non (on ne peut en discuter qu'après avoir franchi l'étape correspondante), mais s'il a compris ou non ce qu'il signifie.
L'enseignement ne peut pas se substituer à la compréhension personnelle, qui ne s'appuie pas sur les seules facultés intellectuelles de l'homme ; la tradition catholique retient que dans le domaine spirituel, cette compréhension n'est possible que sous l'action de l'Esprit-Saint.
En théologie catholique, "le dogme est une vérité révélée par Dieu et comme telle directement proposée par l’Église à notre croyance".

### Église orthodoxe
Pour l'Église orthodoxe, seuls les dogmes adoptés par les sept premiers conciles sont « orthodoxes », qui en grec signifie « juste foi », et se définissent par opposition aux schismes, qui en grec signifient « séparations ».
Depuis le schisme de 1054, pour des raisons plus géopolitiques que doctrinales, l’Église d’Occident, dirigée par l’évêque et pontife de Rome, le Primus inter pares (« premier parmi ses pairs » : le pape), et la pentarchie orthodoxe se séparent. Depuis lors, cette Église d’Occident, devenue « Église catholique » a réuni 14 conciles qui lui sont propres (donc 21 en tout), dont les innovations tant doctrinales que canoniques ont creusé l'écart avec la communion orthodoxe, du moins jusqu'à Vatican II. À partir de ce concile, les Églises catholique et orthodoxe ont entamé un important processus de dialogue et de rapprochement.

### Protestantisme
Pour les Églises issues de la Réforme, qui reconnaissent pleinement l'autorité des quatre premiers conciles œcuméniques.
Seule l'Écriture sainte est « l’autorité souveraine » en matière de dogme (sola scriptura) : ces Églises sont réputées « scripturaires ». L'interprétation des Écritures est toujours soumise à l'aide de l'Esprit saint, comme en témoigne la prière d'inspiration qui suit les lectures bibliques dans la liturgie de l’Église réformée.
Les cinq piliers du protestantisme en matière de sotériologie sont résumés dans les cinq solas : sola scriptura, sola fide, sola gratia, solus Christus et soli Deo gloria (l'Écriture seule, la foi seule, la grâce seule, Christ seulement et à Dieu seul la gloire).
Les écrits des réformateurs, principalement Martin Luther et Jean Calvin, forment une source d'inspiration. L'Institution de la religion chrétienne, œuvre de Calvin, offre un système dogmatique complet.
L'essentiel du dogme est contenu dans la ou les confessions de foi adoptées par les synodes compétents (dans le système presbytéro-synodal, majoritaire dans le protestantisme, en général les synodes nationaux ou synodes provinciaux dans l'anglicanisme) ou par le conseil presbytéral dans le système congrégationaliste.
Les Églises protestantes sont diverses car aucun magistère n’a compétence universelle à interpréter le texte biblique de façon exclusive ou définitive.
Dans la formation des pasteurs réformés, les sommes « dogmatiques » des théologiens du XXe siècle Karl Barth et Emil Brunner servent de base à l'étude des dogmes.
Dans les églises évangéliques, on affirme l'inerrance biblique, c'est-à-dire l'inspiration littérale de la Bible : ce sont les Églises « inerrantistes ».
Par ailleurs, même au sein d'une même confession, les dogmes ne sont plus reçus uniformément de la même manière qu'autrefois, malgré la définition originale de la théologie dogmatique.

## Dogme en islam
Plusieurs hadiths appuient la définition de la foi musulmane en six axiomes :
- Il y a existence et l'unicité de Dieu (Allah).
- Il y a existence des anges.
- Il y a existence des prophètes : Mahomet étant le dernier d'entre eux, Jésus l'avant-dernier, et Moïse, David, Salomon, Abraham, Noé et beaucoup d’autres furent envoyés avant eux à leurs peuples.
- Il y a existence de livres envoyés sur Terre dont Dieu est l’auteur : la Torah (al-Tawrâ) a été révélée à Moïse (Mūsā) en premier, l’Évangile (ʾInjīl) révélé à Jésus (ʿĪsā)[13] et enfin, le Coran (al-Qurʾān) a été révélé à Mahomet.
- Il y a existence du Jour du jugement dernier : en ce jour, l'humanité sera divisée en deux groupes : celui du Paradis et celui de l'Enfer. Ces groupes sont eux-mêmes formés de sous-groupes (de mérite/démérite).
- Il y a existence du destin, qu'il implique un bien ou un mal.

Le Coran affirme que la révélation a été « falsifiée » par les juifs et les « nasara » — un terme débattu qui désigne tout ou partie des chrétiens — c'est-à-dire « ignorée, mal interprétée, oubliée ou interdite » mais ni réécrite, détruite ou remplacée par de fausses écritures.